# Mayssa Pessoa
Mayssa Raquel de Oliveira Pessoa (født 11. september 1984 i João Pessoa) er en brasiliansk kvindelig håndboldspiller, som er målvogter for rumænske HC Dunărea Brăila og tidligere for det brasilianske landshold.

## Bedrifter
- Liga Naţională:
  - Vinder: 2015

- Den Rumænske Pokalturnering:
  - Finalist: 2015

- Russian Super League:
  - Vinder: 2013, 2014

- VM i Håndbold:
  - Vinder: 2013

- Panamerikamesterskabet:
  - Vinder: 2013, 2015

- Ligue Nationale de Handball:
  - Sølv vinder: 2012